# 808 State
808 State est un groupe de musique électronique britannique créé en 1988 à Manchester (Angleterre) formé à l'origine par trois musiciens : Graham Massey, Martin Price et Gerald Simpson.

## Biographie
Le nom « 808 State » a pour origine la boîte à rythme TR-808, et "State" fait référence à l'état d'esprit qu'ils partagent (en anglais "state of mind").
Influencé par le hip-hop et la musique électronique, ce groupe devint en quelques années l'un des groupes phares de la scène underground britannique[réf. nécessaire]
Leur premier album Newbuild est sorti en 1988. S'ensuivent Quadrastate et Ninety incluant un des classiques de la musique techno, Pacific 202. Le groupe a connu le succès commercial en 1989, lorsque leur chanson Pacific State a été choisie par le DJ Gary Davies de la BBC Radio 1[réf. nécessaire]. Gerald Simpson, quitte le groupe pour continuer en solo, il est remplacé par Andrew Barker et Darren Partington.
En 1991, l'album ex:el, auquel a participé Björk, atteint la troisième place des charts britanniques. Martin Price quitte le groupe à la fin de l'année. Le groupe sort ensuite deux albums, Gorgeous et Don Solaris. En 1998 sort un Best of anniversaire intitulé 808:88:98 - 10 Years Of 808 State. Six ans plus tard paraît l'album Outpost Transmission, puis Prebuild sorti en 2004.
En mai 2008, paraît une nouvelle édition de l'album Quadrastate.
Darren Partington est écarté du groupe à la suite de sa condamnation à 18 mois de prison pour vente de drogue.
À la suite du décès d'Andrew Barker en novembre 2021, Graham Massey reste l'unique membre du groupe.

## Discographie
- Newbuild (1988)
- Quadrastate (1989)
- Ninety (1989)
- Utd. State 90 (1990)
- Ex:el (1991)
- Gorgeous (1992)
- Don Solaris (1996)
- 808:88:98 (Compilation) (1998)
- Opti Buk (Compilation DVD/CD) (2002)
- Outpost Transmission (2003)
- Prebuild (2004)
- Ninety (édition Deluxe, 2 CD, 10 titres bonus -Archives Part 1-) (2008)
- Ex:el (édition Deluxe, 2 CD, 10 titres bonus -Archives Part 2-) (2008)
- Gorgeous (édition Deluxe, 2 CD, 14 titres bonus -Archives Part 3-) (2008)
- Don Solaris (édition Deluxe, 2 CD, 12 titres bonus -Archives Part 4-) (2008)
- Blueprint (Compilation) (2011)
- Transmission Suite (2019)